# Selección de fútbol de Santo Tomé y Príncipe
La selección de fútbol de Santo Tomé y Príncipe es el equipo representativo del país en las competiciones oficiales. Es una selección con muy poca historia internacional, siendo considerada como una de las más débiles de África. Es miembro de la CAF y de la FIFA.

## Historia
En 2003, Santo Tomé y Príncipe abandonó las competencias internacionales tras ser derrotado por Libia. Luego de varios años sin disputar partidos, fue eliminada de la clasificación mundial de la FIFA, hasta que tras nueve años participó en las clasificatorias de la CAF para la Copa Mundial de Fútbol de 2014, quedando eliminada en primera ronda ante Congo por un marcador global de 6 a 1.
Hizo parte de las eliminatorias para la Copa Africana de Naciones 2013 superando contra todo pronóstico a Lesoto 1:0 como locales en la ida y empatando a cero en el juego de vuelta. Superada esta serie le corresponde enfrentarse contra Sierra Leona, empezando como local obtiene un sorprendente y esperanzador 2 a 1, pero en el juego de vuelta, en Freetown, los locales hacen valer su historia y vencen 4 a 2, resultado global de 5 a 4.

## Estadísticas

### Copa Mundial de Fútbol
| Copa Mundial de Fútbol | Copa Mundial de Fútbol  | Copa Mundial de Fútbol  | Copa Mundial de Fútbol  | Copa Mundial de Fútbol  | Copa Mundial de Fútbol  | Copa Mundial de Fútbol  | Copa Mundial de Fútbol  |
| Año                    | Ronda                   | J                       | G                       | E                       | P                       | GF                      | GC                      |
| ---------------------- | ----------------------- | ----------------------- | ----------------------- | ----------------------- | ----------------------- | ----------------------- | ----------------------- |
| 1930 - 1974            | No existía la selección | No existía la selección | No existía la selección | No existía la selección | No existía la selección | No existía la selección | No existía la selección |
| 1978 - 1990            | No participó            | No participó            | No participó            | No participó            | No participó            | No participó            | No participó            |
| 1994                   | Se retiró               | Se retiró               | Se retiró               | Se retiró               | Se retiró               | Se retiró               | Se retiró               |
| 1998                   | No participó            | No participó            | No participó            | No participó            | No participó            | No participó            | No participó            |
| 2002                   | No clasificó            | No clasificó            | No clasificó            | No clasificó            | No clasificó            | No clasificó            | No clasificó            |
| 2006                   | No clasificó            | No clasificó            | No clasificó            | No clasificó            | No clasificó            | No clasificó            | No clasificó            |
| 2010                   | Se retiró               | Se retiró               | Se retiró               | Se retiró               | Se retiró               | Se retiró               | Se retiró               |
| 2014                   | No clasificó            | No clasificó            | No clasificó            | No clasificó            | No clasificó            | No clasificó            | No clasificó            |
| 2018                   | No clasificó            | No clasificó            | No clasificó            | No clasificó            | No clasificó            | No clasificó            | No clasificó            |
| 2022                   | No clasificó            | No clasificó            | No clasificó            | No clasificó            | No clasificó            | No clasificó            | No clasificó            |
| 2026                   | No clasificó            | No clasificó            | No clasificó            | No clasificó            | No clasificó            | No clasificó            | No clasificó            |
| 2030                   | Por disputarse          | Por disputarse          | Por disputarse          | Por disputarse          | Por disputarse          | Por disputarse          | Por disputarse          |
| 2034                   | Por disputarse          | Por disputarse          | Por disputarse          | Por disputarse          | Por disputarse          | Por disputarse          | Por disputarse          |
| Total                  | 0/22                    | -                       | -                       | -                       | -                       | -                       | -                       |

### Copa Africana de Naciones
| Copa Africana de Naciones | Copa Africana de Naciones | Copa Africana de Naciones | Copa Africana de Naciones | Copa Africana de Naciones | Copa Africana de Naciones | Copa Africana de Naciones | Copa Africana de Naciones |
| Año                       | Ronda                     | J                         | G                         | E                         | P                         | GF                        | GC                        |
| ------------------------- | ------------------------- | ------------------------- | ------------------------- | ------------------------- | ------------------------- | ------------------------- | ------------------------- |
| 1957 - 1974               | No existía la selección   | No existía la selección   | No existía la selección   | No existía la selección   | No existía la selección   | No existía la selección   | No existía la selección   |
| 1976 - 1998               | No participó              | No participó              | No participó              | No participó              | No participó              | No participó              | No participó              |
| 2000                      | No clasificó              | No clasificó              | No clasificó              | No clasificó              | No clasificó              | No clasificó              | No clasificó              |
| 2002                      | No clasificó              | No clasificó              | No clasificó              | No clasificó              | No clasificó              | No clasificó              | No clasificó              |
| 2004                      | Se retiró                 | Se retiró                 | Se retiró                 | Se retiró                 | Se retiró                 | Se retiró                 | Se retiró                 |
| 2006                      | No clasificó              | No clasificó              | No clasificó              | No clasificó              | No clasificó              | No clasificó              | No clasificó              |
| 2008                      | No participó              | No participó              | No participó              | No participó              | No participó              | No participó              | No participó              |
| 2010                      | Se retiró                 | Se retiró                 | Se retiró                 | Se retiró                 | Se retiró                 | Se retiró                 | Se retiró                 |
| 2012                      | No participó              | No participó              | No participó              | No participó              | No participó              | No participó              | No participó              |
| 2013                      | No clasificó              | No clasificó              | No clasificó              | No clasificó              | No clasificó              | No clasificó              | No clasificó              |
| 2015                      | No clasificó              | No clasificó              | No clasificó              | No clasificó              | No clasificó              | No clasificó              | No clasificó              |
| 2017                      | No clasificó              | No clasificó              | No clasificó              | No clasificó              | No clasificó              | No clasificó              | No clasificó              |
| 2019                      | No clasificó              | No clasificó              | No clasificó              | No clasificó              | No clasificó              | No clasificó              | No clasificó              |
| 2021                      | No clasificó              | No clasificó              | No clasificó              | No clasificó              | No clasificó              | No clasificó              | No clasificó              |
| 2023                      | No clasificó              | No clasificó              | No clasificó              | No clasificó              | No clasificó              | No clasificó              | No clasificó              |
| 2025                      | No clasificó              | No clasificó              | No clasificó              | No clasificó              | No clasificó              | No clasificó              | No clasificó              |
| 2027                      | Por definir               | Por definir               | Por definir               | Por definir               | Por definir               | Por definir               | Por definir               |
| Total                     | 0/35                      | -                         | -                         | -                         | -                         | -                         | -                         |

## Selección local

### Campeonato Africano de Naciones
| Campeonato Africano de Naciones | Campeonato Africano de Naciones | Campeonato Africano de Naciones | Campeonato Africano de Naciones | Campeonato Africano de Naciones | Campeonato Africano de Naciones | Campeonato Africano de Naciones | Campeonato Africano de Naciones |
| Año                             | Ronda                           | J                               | G                               | E                               | P                               | GF                              | GC                              |
| ------------------------------- | ------------------------------- | ------------------------------- | ------------------------------- | ------------------------------- | ------------------------------- | ------------------------------- | ------------------------------- |
| 2009                            | No participó                    | No participó                    | No participó                    | No participó                    | No participó                    | No participó                    | No participó                    |
| 2011                            | No participó                    | No participó                    | No participó                    | No participó                    | No participó                    | No participó                    | No participó                    |
| 2014                            | No participó                    | No participó                    | No participó                    | No participó                    | No participó                    | No participó                    | No participó                    |
| 2016                            | No participó                    | No participó                    | No participó                    | No participó                    | No participó                    | No participó                    | No participó                    |
| 2018                            | No clasificó                    | No clasificó                    | No clasificó                    | No clasificó                    | No clasificó                    | No clasificó                    | No clasificó                    |
| 2020                            | Se retiró                       | Se retiró                       | Se retiró                       | Se retiró                       | Se retiró                       | Se retiró                       | Se retiró                       |
| 2022                            | No participó                    | No participó                    | No participó                    | No participó                    | No participó                    | No participó                    | No participó                    |
| Total                           | 0/7                             | -                               | -                               | -                               | -                               | -                               | -                               |

## Últimos partidos y próximos encuentros
Actualizado al último partido jugado el 9 de junio de 2024
| Fecha      | Ciudad   | Local                 | Resultado | Visitante             | Competición                      |
| ---------- | -------- | --------------------- | --------- | --------------------- | -------------------------------- |
| 22-03-2023 | Agadir   | Sierra Leona          | 2:2       | Santo Tomé y Príncipe | Clas. Copa Africana 2023         |
| 26-03-2023 | Agadir   | Santo Tomé y Príncipe | 0:2       | Sierra Leona          | Clas. Copa Africana 2023         |
| 14-06-2023 | Bisáu    | Santo Tomé y Príncipe | 0:1       | Guinea-Bisáu          | Clas. Copa Africana 2023         |
| 10-09-2023 | Uyo      | Nigeria               | 6:0       | Santo Tomé y Príncipe | Clas. Copa Africana 2023         |
| 17-11-2023 | Rades    | Túnez                 | 4:0       | Santo Tomé y Príncipe | Clasificación Copa Mundial 2026  |
| 21-11-2023 | Agadir   | Santo Tomé y Príncipe | 0:2       | Namibia               | Clasificación Copa Mundial 2026  |
| 22-03-2024 | Berkane  | Santo Tomé y Príncipe | 1:1       | Sudán del Sur         | Clasificación Copa Africana 2025 |
| 26-03-2024 | Berkane  | Sudán del Sur         | 0:0       | Santo Tomé y Príncipe | Clasificación Copa Africana 2025 |
| 06-06-2024 | Lilongüe | Malaui                | 3:1       | Santo Tomé y Príncipe | Clasificación Copa Mundial 2026  |
| 09-06-2024 | Uchda    | Santo Tomé y Príncipe | 0:1       | Liberia               | Clasificación Copa Mundial 2026  |

## Jugadores

### Última convocatoria
Los siguientes jugadores fueron convocados para los partidos de clasificación para la Copa Africana de Naciones de 2023 contra Sierra Leona, los días 22 y 26 de marzo de 2023.
| No. | Pos. | Jugador            | Fecha de nacimiento (edad)         | Apa. | Goles | Club                   |
| --- | ---- | ------------------ | ---------------------------------- | ---- | ----- | ---------------------- |
|     | POR  | Anastácio Bragança | 16 de febrero de 1997              | 4    | 0     | Bairros Unidos         |
|     | POR  | Gilmar Tavinho     | 3 de marzo de 1995 (30 años)       | 4    | 0     | Cruz Vermelha          |
|     |      |                    |                                    |      |       |                        |
|     | DEF  | Ivonaldo           | 5 de mayo de 1993 (32 años)        | 26   | 0     | UDRA                   |
|     | DEF  | Leonildo Soares    | 7 de agosto de 1992 (32 años)      | 14   | 0     | Moitense               |
|     | DEF  | Dinho              | 16 de julio de 2000 (24 años)      | 6    | 0     | Deportivo Unidad       |
|     | DEF  | Mimi               | 7 de octubre de 1996 (28 años)     | 6    | 0     | Oriental Dragon        |
|     | DEF  | Adjakson Ramos     | 8 de octubre de 2002 (22 años)     | 2    | 0     | Lusitano               |
|     | DEF  | Hernane Espírito   | 17 de diciembre de 1987 (37 años)  | 0    | 0     | Agrosport              |
|     | DEF  | Cley               | 18 de junio de 1991 (34 años)      | 0    | 0     | Agrosport              |
|     |      |                    |                                    |      |       |                        |
|     | MED  | Jocy               | 19 de enero de 1991 (34 años)      | 33   | 1     | UDRA                   |
|     | MED  | Iniesta            | 8 de septiembre de 1992 (32 años)  | 12   | 2     | UDRA                   |
|     | MED  | Marcos Barbeiro    | 29 de julio de 1995 (29 años)      | 12   | 1     | Real                   |
|     | MED  | Tinho              | 21 de octubre de 1992 (32 años)    | 12   | 0     | UDRA                   |
|     | MED  | Aldair             | 4 de septiembre de 1989 (35 años)  | 10   | 0     | RSD Jette              |
|     | MED  | Lúcio Oliveira     | 26 de noviembre de 1992 (32 años)  | 6    | 0     | Lagoa                  |
|     |      |                    |                                    |      |       |                        |
|     | DEL  | Luís Leal          | 29 de mayo de 1987 (38 años)       | 23   | 10    | Bentín Tacna Heroica   |
|     | DEL  | Harramiz           | 3 de agosto de 1990 (34 años)      | 17   | 2     | Torreense              |
|     | DEL  | Eba Viegas         | 8 de octubre de 1999 (25 años)     | 8    | 0     | Moncarapachense        |
|     | DEL  | Gué                | 23 de septiembre de 2001 (23 años) | 4    | 2     | Skellefteå FF          |
|     | DEL  | Ronaldo Afonso     | 11 de julio de 2001 (23 años)      | 4    | 0     | Benfica Castelo Branco |
|     | DEL  | Kelve Semedo       | 9 de mayo de 2004 (21 años)        | 2    | 0     | Académico de Viseu     |

## Récord ante otras selecciones
Actualizado al 9 de junio de 2024.
| País                | J  | G  | E  | P  | GF | GC  | GD   |
| ------------------- | -- | -- | -- | -- | -- | --- | ---- |
| Angola              | 4  | 0  | 1  | 3  | 6  | 12  | −6   |
| Benín               | 2  | 0  | 0  | 2  | 0  | 4   | −4   |
| Cabo Verde          | 2  | 0  | 0  | 2  | 2  | 9   | −7   |
| Camerún             | 2  | 0  | 0  | 2  | 0  | 4   | −4   |
| Chad                | 2  | 0  | 0  | 2  | 0  | 10  | −10  |
| China Taipéi        | 1  | 0  | 1  | 0  | 2  | 2   | 0    |
| Congo               | 4  | 0  | 1  | 3  | 1  | 18  | −17  |
| Etiopía             | 2  | 1  | 0  | 1  | 1  | 3   | −2   |
| Gabón               | 5  | 0  | 1  | 4  | 3  | 13  | −10  |
| Guinea-Bisáu        | 4  | 0  | 0  | 4  | 2  | 9   | −7   |
| Guinea Ecuatorial   | 3  | 1  | 1  | 1  | 4  | 4   | 0    |
| Lesoto              | 2  | 1  | 1  | 0  | 1  | 0   | +1   |
| Liberia             | 1  | 0  | 0  | 1  | 0  | 1   | −1   |
| Libia               | 4  | 1  | 0  | 3  | 2  | 14  | −12  |
| Madagascar          | 2  | 0  | 0  | 2  | 2  | 4   | −2   |
| Malaui              | 1  | 0  | 0  | 1  | 1  | 3   | −2   |
| Marruecos           | 2  | 0  | 0  | 2  | 0  | 5   | −5   |
| Mauricio            | 4  | 3  | 1  | 0  | 9  | 5   | +4   |
| Namibia             | 1  | 0  | 0  | 1  | 0  | 2   | −2   |
| Nigeria             | 2  | 0  | 0  | 2  | 0  | 16  | −16  |
| Rep. Centroafricana | 1  | 0  | 0  | 1  | 0  | 3   | −3   |
| Ruanda              | 2  | 1  | 1  | 0  | 1  | 0   | +1   |
| Sierra Leona        | 7  | 2  | 1  | 4  | 7  | 14  | −7   |
| Sudáfrica           | 2  | 0  | 0  | 2  | 2  | 6   | −4   |
| Sudán               | 2  | 0  | 0  | 2  | 0  | 6   | −6   |
| Sudán del Sur       | 2  | 0  | 2  | 0  | 1  | 1   | 0    |
| Togo                | 2  | 0  | 0  | 2  | 0  | 6   | −6   |
| Túnez               | 1  | 0  | 0  | 1  | 0  | 4   | −4   |
| Uganda              | 1  | 0  | 0  | 1  | 1  | 3   | −2   |
| Total               | 70 | 10 | 11 | 49 | 48 | 181 | −133 |